# Friedrich Liebling

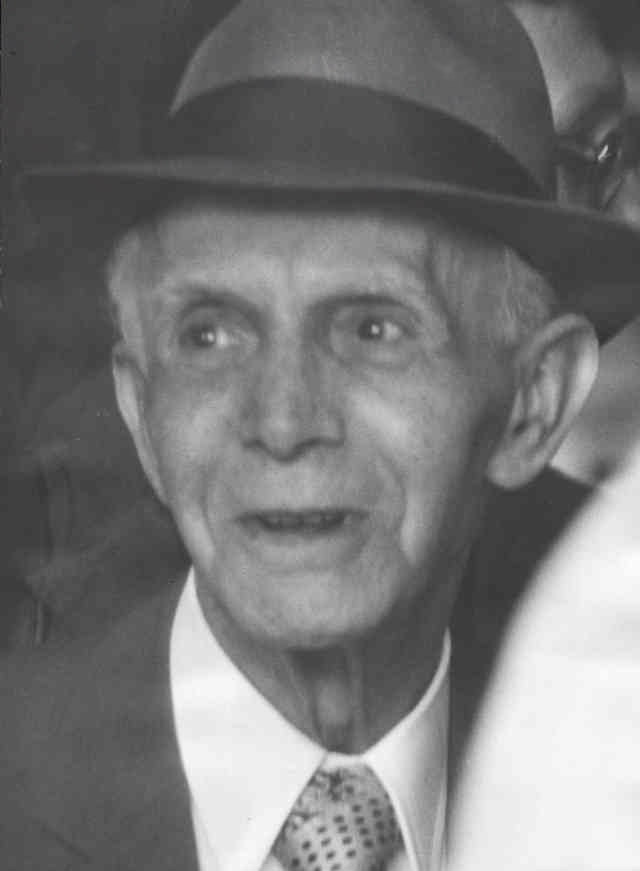
Friedrich Liebling, Zürich 1974

Friedrich Liebling (* 25. Oktober 1893 in Augustowka, Galizien, Österreich-Ungarn, heute Awhustiwka (russisch: Awgustowka), Rajon Kosowa, Oblast Ternopil, Ukraine als Salomon Liebling; † 28. Februar 1982 in Zürich, Schweiz) war ein Psychologe aus der Schule der Individualpsychologie Alfred Adlers.

## Biografie
Salomon Liebling war der älteste Sohn einer jüdischen Familie in Augustowka, Westgalizien. Seine Mutter hieß Sara (genannt Salie) Apter, sein Vater (oder Stiefvater) war der Gastwirt Leib Liebling. Er hatte neun Geschwister, von denen vier schon als Kleinkinder starben. Die fünf anderen Geschwister waren: Antonia (Toni oder Taube, geb. 1891), Rifka (geb. 1896), Chaje (Klara, geb. 1897), Nuchim (Wilhelm, geb. 1900) und Julja (geb. 1908). Seine erste Schulbildung erhielt Liebling zusammen mit den Kindern des Gutsbesitzers des großen Guts in Augustowka. Als ältester Sohn trug er früh Verantwortung und kümmerte sich um seine Geschwister. Ob Liebling die Matura absolvierte, ist ungewiss. Dies wäre in dem Bezirkshauptort Brzezany, wo es ein Gymnasium gab, möglich gewesen, doch machte der frühe Tod des Vaters möglicherweise seine Ausbildungspläne zunichte. Dieser starb 1911 und hinterließ sechs Kinder im Alter von 3 bis 20 Jahren.

### Erster Weltkrieg und Zwischenkriegszeit in Wien
Im Februar 1913 kam Liebling nach Wien, vermutlich, um Medizin zu studieren. Die Akten der Universität Wien enthalten jedoch keine Unterlagen über eine Immatrikulation. Nach dem Ausbruch des Ersten Weltkriegs Anfang September 1914 meldete er sich als Freiwilliger und war die nächsten vier Jahre lang Soldat, vor allem an der polnisch-russischen Grenze. Die Kriegserlebnisse machten ihn zum lebenslangen Pazifisten.
Nach Kriegsende kehrte Liebling 1919 nach Wien zurück. In seinen Meldeunterlagen gab er als Religion jetzt «konfessionslos» statt zuvor «mosaisch» an. Seine Mutter Salie, seine Schwestern Antonia und Julia sowie der Bruder Wilhelm kamen zwischen 1918 und 1923 nach Wien; die Familie lebte in einer gemeinsamen Wohnung in der Fröbelgasse 19 in Ottakring. Die Schwestern Antonia und Klara waren bereits 1914 in die USA emigriert; Antonia wurde jedoch von den amerikanischen Einwanderungsbehörden abgewiesen und musste nach Europa zurückkehren. Über das Schicksal von Rifka ist nichts bekannt. 1923 erlangte Liebling das Heimatrecht in Wien, wurde also Österreicher, und 1927 änderte er durch die altkatholische Taufe seinen Vornamen «Salomon» offiziell zu «Friedrich». 1929 heiratete er die ebenfalls konfessionslose Maria Ulbl (geb. 23.11.1894 in Graz, gest. 03.02.1972 in Zürich), die 1921 aus der katholischen Kirche ausgetreten war. Das Paar hatte bereits zwei Töchter: Erna (Erna Grob-Liebling, geb. 8. August 1921, gest. 13. März 2011 in Philadelphia, USA) und Lillian (Lillian Rattner-Liebling, geb. 3. April 1924, gest. 30. März 2001 in New York, USA). Beide wurden in Graz geboren und lebten dort mehrere Jahre bei ihrer Mutter, die im Gemüseladen ihrer Eltern arbeitete. Ab 1929 waren Lieblings Ehefrau und Töchter ebenfalls in der Fröbelgasse 19 in Wien gemeldet. Friedrich Liebling, gemeldet als Kaufmann, und sein jüngerer Bruder Wilhelm, gelernter Gold- und Silberarbeiter, führten in den 1920er und frühen 1930er Jahren verschiedene Handelsfirmen, teils als Gemischtwarenhandel, später für Textilien und Schuhe. Vermutlich war die ganze Familie am Geschäft beteiligt, dessen Sitz sich ebenfalls in der Fröbelgasse 19 befand.
Im Februar 1934 kam der Austrofaschismus gewaltsam an die Macht; der sozialdemokratische «Schutzbund» wurde blutig unterdrückt und in unmittelbarer Nachbarschaft der Familie wurde ein Arbeiterheim beschossen. In dieser Zeit löste sich die Familiengemeinschaft auf. Ab Mai 1934 war Friedrich Liebling im Eckhaus Spitalgasse 17/Rummelhardstraße 2 im Stadtteil Alsergrund gemeldet, Ehefrau und Töchter wohnten separat in einer Wohnung im 16. Bezirk. Liebling war im Adressbuch als «Handelsvertreter» eingetragen.
Vermutlich bereits 1919 hatte Liebling Pierre Ramus kennengelernt, der sein politisches Denken stark beeinflusste. Pierre Ramus, mit bürgerlichem Namen Rudolf Grossmann, war ein Vertreter des gewaltlosen Anarchismus und Pazifismus. Ramus hatte sozial-libertäre Gruppen initiiert, die sich u. a. mit den Schriften von Kropotkin und Tolstoi befassten. Neben seiner publizistischen Tätigkeit hielt er Vorträge und veranstaltete in seinem Haus in Klosterneuburg wöchentlich stattfindende Diskussionsgruppen, zu denen sich Studenten, Arbeiter, Künstler, Ärzte, Juristen und Psychologen versammelten, um über gewaltlose, freiheitliche Formen des Zusammenlebens zu diskutieren. Auch Alfred Adler nahm an diesen Gesprächen zeitweise teil.
Im Kreis um Alfred Adler fanden ebenfalls wöchentlich Diskussionsrunden statt, teilweise im Haus der Familie Adler, oft auch im Kaffeehaus. Liebling wurde Schüler von Alfred Adler. Es war die Zeit des Roten Wien, in der Adlers Individualpsychologie, neben Freuds Psychoanalyse, weite Verbreitung fand, nicht zuletzt im Rahmen der Wiener Schulreform. Durch zahlreiche Erziehungsberatungsstellen, die von Individualpsychologen geführt und den öffentlichen Schulen angegliedert waren, sowie durch Vorträge und Publikationen wurde die Individualpsychologie bekannt. Liebling wurde Teil der kultur- und gesellschaftskritischen tiefenpsychologischen Bewegung, die vom Roten Wien ausging. Er war vor allem in der Jugendarbeit tätig und arbeitete mit Adlers Mitarbeitern Arthur Holub und Alexander Neuer zusammen.

### Flucht in die Schweiz
Der Anschluss Österreichs an Nazideutschland veranlasste Liebling und seine Familie 1938 zur Flucht in die Schweiz. Seine Mutter und die Geschwister Antonia und Wilhelm blieben in Wien und wurden 1942 Opfer der Schoa: Seine Mutter starb im Ghetto Theresienstadt, Antonia wurde ins Ghetto Izbica bei Lublin und von dort weiter in ein Vernichtungslager deportiert, Wilhelm wurde nach Maly Trostinez bei Minsk verschleppt und dort ermordet.
Liebling, seine Frau und die beiden Töchter fanden zuerst Zuflucht in Schaffhausen, wo sie aber nur in relativer Sicherheit lebten; es gab wiederholt Aufforderungen, die Schweiz zu verlassen. Für Flüchtlinge bestand in der Schweiz von 1933 bis 1945 ein Arbeitsverbot. Liebling verbrachte viel Zeit in Bibliotheken. Ab 1945 veröffentlichte er zusammen mit seinen Pflegesöhnen Josef und Leo Rattner über 200 Aufsätze und Artikel in diversen Zeitschriften und Tageszeitungen, teilweise unter Pseudonym. Ein oft verwendetes Pseudonym war «Polybios». Erst 1950 erhielt er die formelle Aufenthaltsbewilligung. 1951 zog er nach Zürich und begann 1952 mit Josef Rattner, der soeben das Philosophie- und Psychologiestudium mit dem Doktorat abgeschlossen hatte, den Aufbau der Psychologischen Lehr- und Beratungsstelle, die später als „Zürcher Schule für Psychotherapie“ bekannt wurde.

### Psychologische Beratungs-, Lehr- und Forschungstätigkeit in Zürich

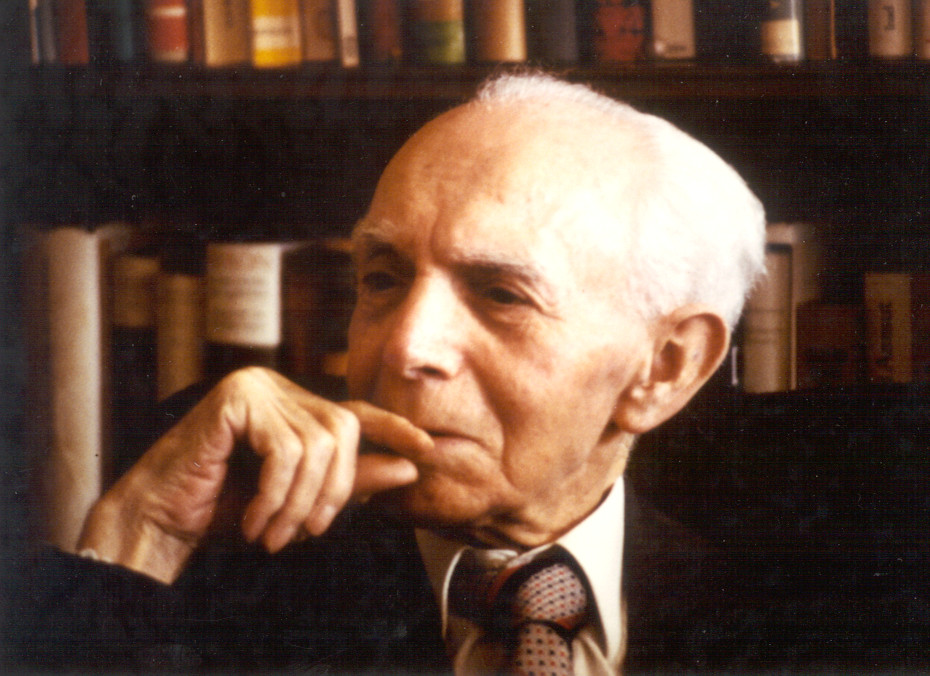
Friedrich Liebling 1973

Liebling und Rattner berieten Ratsuchende in vielen Einzelgesprächen zu den unterschiedlichsten Lebensfragen. Sie luden die Ratsuchenden auch in therapeutische Gruppen unterschiedlicher Größe ein, die hinsichtlich Alter, Geschlecht und Bildungsgrad der Teilnehmenden gemischt waren. Als erste Psychologen im deutschsprachigen Raum arbeiteten sie ab 1955 auch in Großgruppen, die später bis zu mehreren hundert Personen umfassten. Angeregt dazu wurden sie durch die Arbeiten von Samuel Richard Slavson und Jacob Levy Moreno sowie durch die offenen Kreise in den Anfängen der Tiefenpsychologie um Sigmund Freud, Carl Gustav Jung und insbesondere Alfred Adler, der ein demokratisches Nebeneinander aller Teilnehmenden befürwortete. Die Intention von Liebling und Rattner war, psychologische Erkenntnisse allen Interessierten zugänglich zu machen sowie Gemeinschaftsgefühl und gegenseitige Hilfe bei den Teilnehmenden zu fördern.
In diesen Großgruppen sowie in allen anderen Gesprächen Lieblings und Rattners wurden persönliche Entwicklungsprozesse mit einer umfassenden psychologischen und humanistischen Bildung verbunden. Ziele wie Gewaltlosigkeit im zwischenmenschlichen Umgang, Solidarität und Selbstbestimmungsfähigkeit wurden sowohl theoretisch als auch am praktischen Beispiel erörtert. Psychologie sollte für alle Menschen lehr- und lernbar sein. Diese Großgruppengespräche zogen viele Menschen an; bereits 1961 fanden sie wöchentlich und aufgrund der Teilnehmerzahl in einem gemieteten Saal einer Gewerkschaft statt.
Auch durch Artikel in verschiedenen Zeitschriften, Vorträge, Teilnahme an Fernsehsendungen und Filmmatineen wurden Rattner, Liebling und ihr Kreis in den 1960er Jahren bekannt. Liebling beriet auch Menschen in schwierigen Lebenssituationen, wie z. B. Kriegsdienstverweigerer, und trat als Gutachter vor Gericht auf. Ab 1964 gab die von Liebling und Rattner geleitete «Psychologische Lehr- und Beratungsstelle» die Monatszeitschrift «Psychologische Menschenkenntnis» heraus. Darin wurden Buchbesprechungen, Artikel und Vorträge zu psychologischen Themen publiziert. Ab 1967 veröffentlichten sie zudem anonymisierte Wortprotokolle von Gruppengesprächen, was damals eine Seltenheit war. Später entstand der gleichnamige Verlag «Psychologische Menschenkenntnis», in dem verschiedene Buchreihen der «Psychologischen Lehr- und Beratungsstelle» herausgegeben wurden.

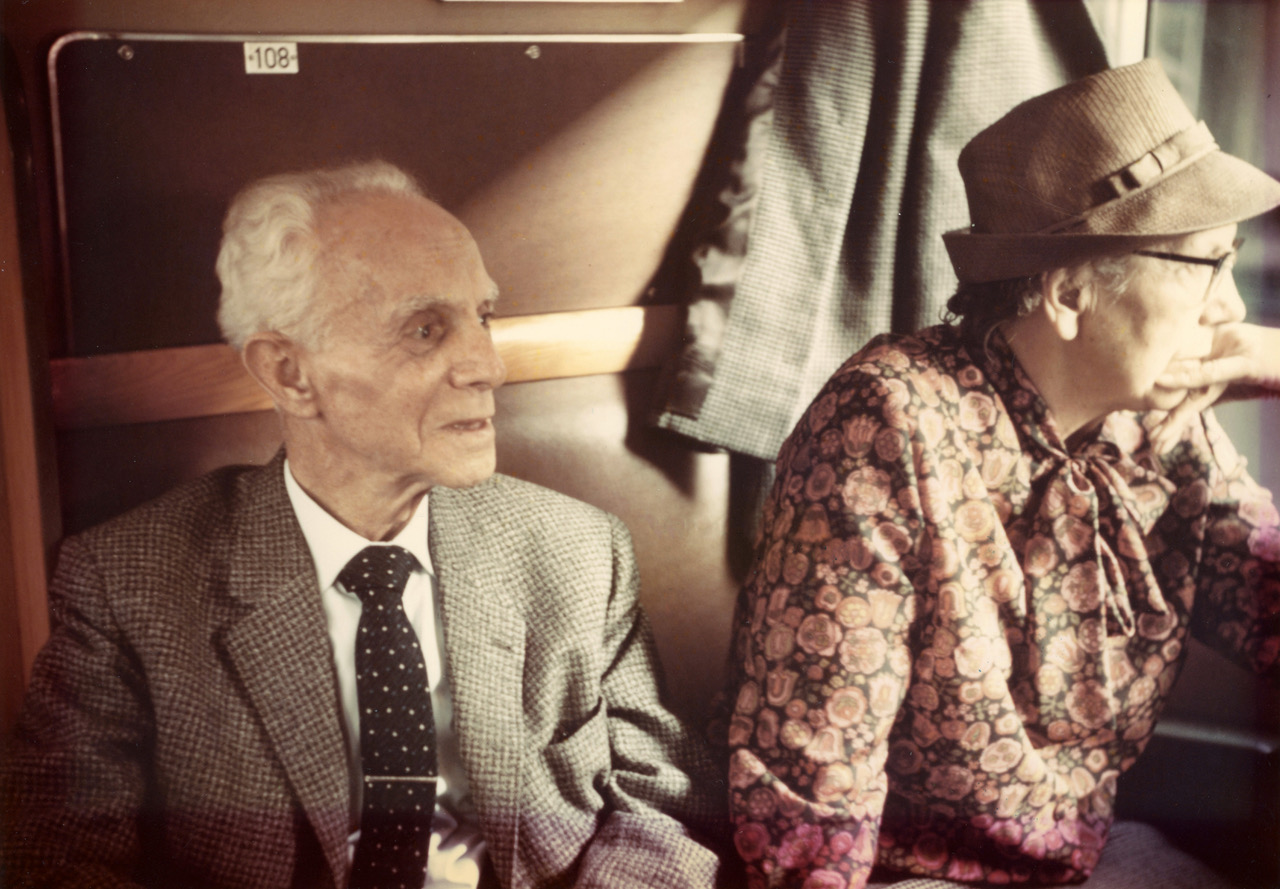
Das Ehepaar Friedrich und Maria Liebling-Ulbl im Zug (1969)

1967 übersiedelte Rattner nach Berlin, wo er Dozent an der Freien Universität Berlin wurde. Um sich von anderen psychologischen Richtungen zu unterscheiden, gab sich der Kreis um Friedrich Liebling im selben Jahr den Namen «Zürcher Schule für Psychotherapie». Mit einem sich ständig vergrößernden Team von Schülern und Mitarbeitern baute Liebling in Zürich die «Psychologische Lehr- und Beratungsstelle» auch nach Rattners Wegzug weiter auf. 1972 starb Lieblings Ehefrau Maria Liebling-Ulbl, die wichtigste Person in seinem persönlichen Umfeld, die ihm sowohl privat als auch in seiner Arbeit stets tatkräftig zur Seite gestanden hatte.
Jeder Mensch konnte an der Arbeit der «Zürcher Schule» teilnehmen, unabhängig von Bildungsgrad, Weltanschauung, sozialem Hintergrund und finanziellen Möglichkeiten. Es entwickelte sich ein Modell der gegenseitigen Hilfe, bei dem Menschen die erhaltene Förderung und psychologische Bildung ihrerseits an andere weitergaben. Diese Mitarbeit war freiwillig und wurde als Chance zum eigenen Lernen betrachtet. Dadurch wurde ermöglicht, dass auch Menschen Hilfe oder Ausbildung erhielten, die dafür nicht bezahlen konnten.
Um die psychologische Aufbauarbeit über seinen Tod hinaus zu sichern, gründete Liebling 1974 die «Stiftung Psychologische Lehr- und Beratungsstelle». Ihr Zweck bestand im «Aufbau und Betrieb der Psychologischen Lehr- und Beratungsstelle als Lehr-, Forschungs- und Beratungszentrum für Ehe- und Erziehungsberatung, Berufs- und Studienberatung, Erteilung von Nachhilfeunterricht auf psychologischer Grundlage, Psychotherapie, Gruppentherapie in Klein- und Großgruppen». Daneben konnte die Stiftung auch Mittel einsetzen für Veröffentlichungen, Studiendarlehen, Finanzierung von Schulungs- und Kursräumlichkeiten, Kongresse usw. Die Stiftung wurde ins Handelsregister eingetragen und der Eidgenössischen Stiftungsaufsicht unterstellt. In ihrem ersten Jahresbericht für die Jahre 1974/75 stellte die Stiftung fest, täglich seien bis zu 15 Kleingruppen durchgeführt worden; wöchentlich fänden fünf Großgruppen statt; im ganzen Jahr hätten insgesamt 15'000 einzelpsychotherapeutische Sitzungen sowie mehrere zehntausend telefonische Beratungen stattgefunden. Auch seien ein Kinderferienlager, zwei Arbeitstagungen und zwei vierzehntägige Kongresse mit rund 1000 Teilnehmern aus der Schweiz und aus Deutschland veranstaltet worden. 1979 beschloss der über 20 Personen umfassende Stiftungsrat einstimmig auf Antrag Lieblings, dass ein fünfköpfiger Ausschuss des Stiftungsrats die Leitung der Stiftung übernehmen sollte, wenn dies Liebling nicht mehr möglich wäre. Dieser Ausschuss bestand aus Personen, die bereits seit Jahren in der psychologischen Mitarbeit sowie teilweise in der Vertretung nach außen und der Geschäftsführung tätig waren.

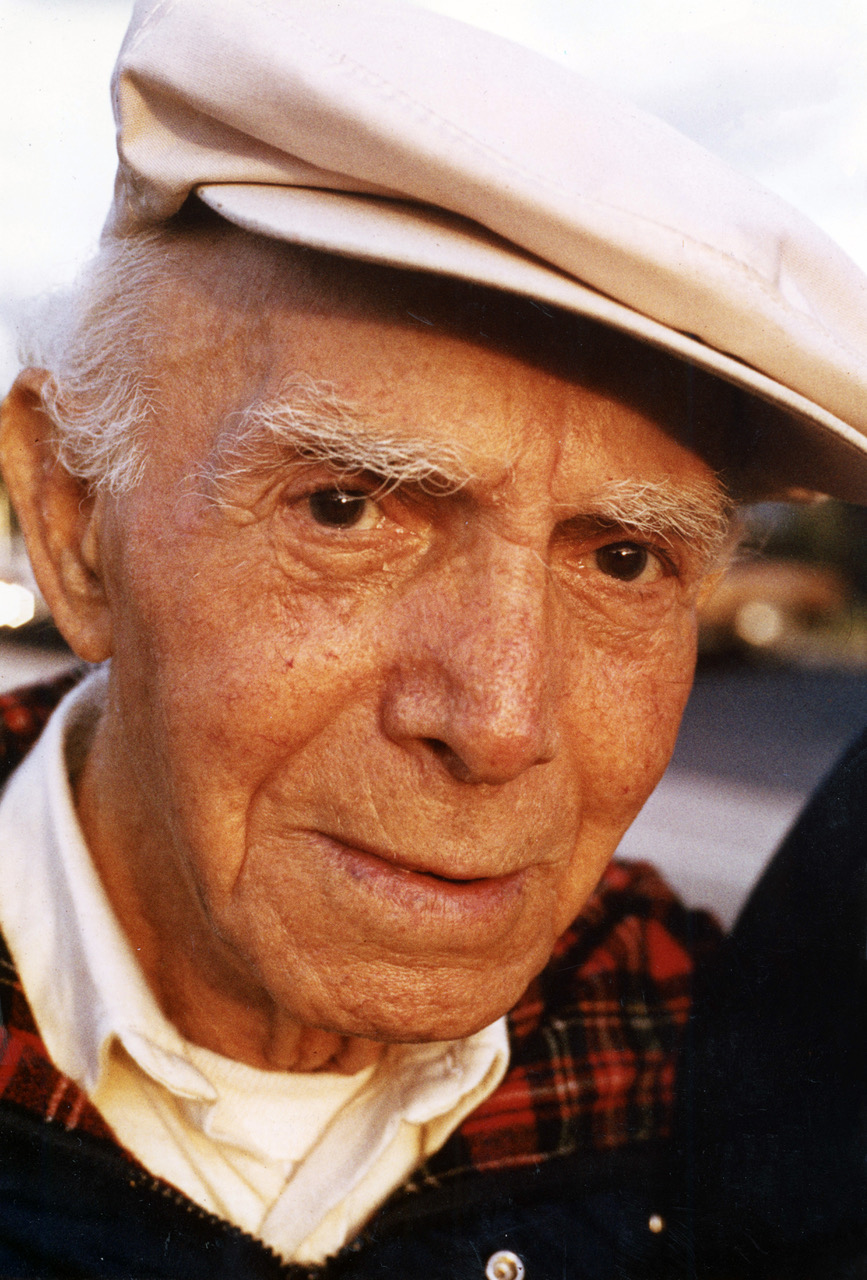
Friedrich Liebling, Florida 1980, wo er aus gesundheitlichen Gründen den Winter 1979/1980 verbrachte.

Ab etwa 1976 öffnete Friedrich Liebling seine Beratungsgespräche für viele Zuhörer. Zu bestimmten Zeiten wurden seine Gespräche mit Ratsuchenden – mit deren Einverständnis – in andere Räume übertragen, damit viele daran teilnehmen konnten. Wenn jemand von den Zuhörenden sich ins Gespräch einbringen wollte, konnte er dazu in den Gesprächsraum gehen. Auf diese Weise konnten mehrere hundert Teilnehmer aus den Gesprächen lernen und sich selbst mit Fragen oder Stellungnahmen daran beteiligen. Um eine Überprüfung und Reflexion der psychologischen Lernprozesse zu ermöglichen, wurden bereits in den 1960er Jahren die Gespräche an der Psychologischen Lehr- und Beratungsstelle auf Tonband aufgenommen und viele davon transkribiert. Im letzten Lebensjahr Lieblings wurden seine Gespräche zusätzlich durch Videoaufzeichnungen dokumentiert. Die Aufzeichnungen sollten auch in der Zukunft als Lehrmaterial zur Verfügung stehen. In den 30 Jahren unter seiner Leitung wurde niemand von der Teilnahme an der Psychologischen Lehr- und Beratungsstelle ausgeschlossen, weder aus finanziellen noch aus anderen Gründen. Jede und jeder Interessierte war willkommen und frei, Beratung und Ausbildung in Anspruch zu nehmen, seinen Möglichkeiten entsprechend mitzuarbeiten oder auch wieder zu gehen. Viele Gespräche aus dieser Zeit dokumentieren die Grundsätze von Freiheit, Gleichwertigkeit, Gewaltlosigkeit und gegenseitiger Hilfe im gemeinsamen Zusammenleben und Zusammenarbeiten.
Ende der 1970er Jahre gab es von Behörden und Presse Angriffe gegen Liebling und die Stiftung Psychologische Lehr- und Beratungsstelle. Dagegen setzten sich die Betroffenen mit einer Ehrverletzungsklage, Leserbriefen und einer öffentlichen Veranstaltung zur Wehr. Liebling äußerte bis zuletzt seine Sorge um den guten Ruf und den Weiterbestand seiner Arbeit. Noch im Alter von über 88 Jahren war er bis zwei Monate vor seinem Tod am 28. Februar 1982 täglich in mehreren Einzel- und Gruppengesprächen als psychologischer Berater, Psychotherapeut und Lehrer tätig.

## Praxis und Werk
Die theoretischen Grundlagen seiner Praxis stützten sich auf die bis dahin gesicherten Erkenntnisse der tiefenpsychologischen Forschung. «Bei uns gelten Freud, Adler, Jung. Das sind die Vorläufer unserer Arbeit. Das Experiment in unserer Arbeit ist, dass wir auf den Erkenntnissen der Autoren, die vorher gearbeitet haben, aufbauen.» In der Individualpsychologie Alfred Adlers sah Liebling den fruchtbarsten Ansatz zur Weiterentwicklung der psychologischen Forschung. Um dem einzelnen Menschen in seiner inneren Not helfen zu können, versuchte er jenseits jedes „Schulstandpunkts“ alle Einsichten und Erfahrungen der modernen Seelenkunde über den Menschen (wie Neopsychoanalyse, Kulturanthropologie usw.) für seine tägliche Praxis nutzbar zu machen. Er verband psychologisches Wissen mit dem Wissen um kulturelle Einflüsse, geschichtliche Entwicklungen und Geistesströmungen. Liebling erklärte 1980 gegenüber einem Journalisten seine „neuen Wege in der Psychotherapie“ folgendermaßen:

«Für uns ist der irritierte Mensch nicht krank, sondern er ist irritiert. Und wir lehren ihn die Psychologie. Bei uns erfährt er, was Psychologie ist, und das ist dann die Hilfe. Er sieht dann, er hat psychologische Erkenntnisse und zieht die Konsequenzen, indem er die Schwächen, die er hat, aufgibt. […] Wir vermitteln dem Menschen das Wissen um die Psychologie, und wir machen die Erfahrung, dass diese Vermittlung ihn gesund macht. Er wird sich seiner Situation bewusst. […] Das psychische Problem ist nicht als krank zu betrachten. Wenn wir von ärztlicher Behandlung sprechen, ist ein Organ erkrankt. Hier liegt keine Erkrankung vor, sondern eine Irritation. Eine schlechte Information über sein Leben, seinen Weg im Leben. Wir zeigen ihm neue Wege in der Psychologie.»

Dass diese Veränderung nicht nur ein verstandesmäßiger Prozess sei, betonte Liebling immer wieder, so auch bereits 1965:

„Der Psychologe ist hierbei nicht nur auf die Entwicklung des ‚Verstandes‘ bedacht; wenn die Psychotherapie Erfolg haben soll, dann muss sie das Gefühl des Patienten einbeziehen, sie gibt ihm sozusagen ein neues Lebensgefühl des Mutes und der Zuversicht, wodurch er die Kraft gewinnt, seine Verschanzung und Ummauerung aufzugeben und ein weltoffenes menschliches Leben zu führen. Unzweifelhaft ist die Verstärkung des Gemeinschaftsgefühles und der sozialen Verbundenheit der entscheidendste Heilungsfaktor, den wir kennen.“

Als Prophylaxe gegen die seelische Not förderte er die Volksaufklärung und die Schulung der Menschen im Sinne der Psychohygiene. Neben den Einzelgesprächen, Klein- und Großgruppengesprächen erreichte er über wöchentliche berufsspezifische Kurse für Eltern, Lehrpersonen, Psychologen und Ärzte zahlreiche Personen, die an Psychologie interessiert waren und dieses Wissen in ihrem beruflichen und persönlichen Umfeld benötigten und anwendeten.
Ein besonderer Schwerpunkt der psychologischen Aufklärungsarbeit Lieblings und seiner Schüler lag in der Erziehungsberatung, die sowohl in Einzelgesprächen als auch in Gruppen und Kursen für Eltern und Lehrpersonen stattfand. Vorläufer dieser Art von Erziehungsberatung gab es bereits bei den von Adler initiierten Erziehungsberatungsstellen in Wien, in denen Erziehungsberatung öffentlich vor vielen Zuhörern durchgeführt wurde. Laut Rudolf Dreikurs habe sich gezeigt, dass gerade die Öffentlichkeit der Verhandlung eine bedeutende Ermutigung für alle Beteiligten darstelle, da jedes Elternpaar erlebe, wie seine Schwierigkeiten von allen anderen geteilt würden. «Und viele Mütter lernen mehr, wenn sie Diskussionen mit einer anderen Mutter beiwohnen, als wenn sie selbst beraten werden.» Anhand konkreter Situationen und Fragen von Teilnehmenden thematisierten Liebling und seine Schüler einen gewaltfreien Umgang mit dem Kind, ohne Zwang, ohne Strafe, ohne psychische Gewalt. «Das Kind versagt, wenn es bezwungen wird. Das liegt in seiner Natur. Wenn wir es zwingen wollen, hat es ein Unbehagen. Es kann dann nicht mehr machen, lernen, denn alles steht unter diesem Gefühl des Unbehagens.» Zumeist meinten es die Eltern gut, aber sie seien nicht richtig über die Erziehung informiert. «Die Eltern müssen wissen, dass die theoretischen und praktischen Einsichten der modernen Pädagogik die Erkenntnis ergeben, dass das Autoritäts- und Strafprinzip in der Erziehung große seelische Schäden für das ganze Leben verursacht. Dies gilt auch für die Verzärtelung in der Erziehung. Also: zu wenig oder falsche Liebe kann verheerende Folgen in der Charakterentwicklung des Kindes zeitigen.» Erziehung wurde als vielschichtiger und komplexer Prozess gesehen, in dem nicht allein das Kind als Symptomträger einer Behandlung bedurfte. Das Ziel war nicht Einordnung oder Disziplin, sondern individuelle Hilfe, durch die sich alle Beteiligten entwickeln konnten.
Grundlegend für die Forschungs-, Lehr- und Beratungstätigkeit Lieblings und der «Zürcher Schule für Psychotherapie» war das Menschenbild. Man sah den Menschen als soziales, auf Kooperation angelegtes Wesen. Dabei stützte man sich auf die damaligen Forschungsergebnisse zur frühkindlichen Entwicklung, u. a. von Adolf Portmann zur physiologischen Frühgeburt des Menschen sowie von René Spitz, John Bowlby und Marie Meierhofer zum Hospitalismus. Da der Mensch im Unterschied zu vielen anderen Lebewesen zu früh zur Welt kommt, um selbständig überleben zu können, ist er auf verlässliche Pflege und Zuwendung der ihn umgebenden Gemeinschaft angewiesen, wodurch er schon früh soziales Verhalten erlebt und lernt. Auch bezog man sich auf die Forschungen von Peter Kropotkin, insbesondere auf sein Werk «Gegenseitige Hilfe in der Tier- und Menschenwelt», worin er aufgrund seiner Beobachtungen nachwies, dass soziales Verhalten in der evolutionären Entwicklung der Menschheit grundlegend war. Friedrich Liebling: «Bei uns hört er [der Ratsuchende], dass es keinen Aggressionstrieb gibt – dass das ein Märchen ist. Das ist ein Trugschluss; der Mensch hat keine Aggression, er ist nicht aggressiv. Wenn er sich aggressiv verhält, ist das ein Irrtum. Das muss er nicht. Es liegt nicht in der Natur des Menschen.“ Auf den Einwand, es gebe aber doch Kriege, antwortete er: „Aber der Krieg ist keine natürliche Sache. Das liegt nicht in der Natur des Menschen. Das liegt doch nicht im Gemüt des Menschen! Indem wir die Geschichte verfolgen, würden wir das sehen. Der Mensch ist das Wesen, das sich nach dem Frieden gesehnt hat, und es will den Frieden im Auge behalten. Immer spricht er vom Frieden. Der Krieg ist keine natürliche Sache; er ist in erster Linie ein gutes Geschäft. Das hat alles seine Zusammenhänge. Der Mensch müsste keinen Krieg führen.»
Ein weiterer wichtiger Aspekt des Menschenbildes war der Befund, dass Charaktereigenschaften und Intelligenz nicht genetisch festgelegt sind, sondern im Laufe des Lebens durch einen Lernprozess erworben werden. Der Mensch wurde als praktisch unbegrenzt lernfähig betrachtet. Diese Lernfähigkeit bezog sich sowohl auf das Intellektuelle, indem beispielsweise jeder normal geborene Mensch eine höhere Schule besuchen könne, als auch auf das Gefühlsleben, indem die Gefühle als veränderbar betrachtet wurden. Das Leben sah man als nie abgeschlossenen Lernprozess. Friedrich Liebling erklärte hierzu auf die Frage, ob er davon ausgehe, dass der Mensch ohne Anlagen zur Welt komme: «Ohne Charaktereigenschaften – ohne Anlagen, Englisch oder Französisch zu lernen. Der Mensch ist das Produkt seiner Erlebnisse in der Kindheit, seiner Erziehung. Was wir dem Kind vermitteln, wie wir das Kind halten, wie wir mit dem Kind umgehen. das ist dann der Mensch.»
Zu den «neuen Wegen in der Psychologie» gehörte auch, dass Liebling und seine Schülerinnen und Schüler bei der Analyse der persönlichen Entwicklung des Individuums nicht nur die individuellen Lebensumstände und persönlichen Erlebnisse einbezogen, sondern großes Gewicht darauf legten, in welchem kulturellen Klima und sozialen Umfeld ein Ratsuchender aufgewachsen war. Die damit zusammenhängenden Gefühle, Weltanschauungen, Denkweisen wurden analysiert und reflektiert. In Sinne einer Information und Aufklärung thematisierte man oft gesellschaftliche Verhältnisse und historische Zusammenhänge. Dies regte viele Menschen an, sich durch persönliche Lektüre und in Lesekreisen mehr Wissen und Bildung anzueignen. Liebling kritisierte im Zusammenhang mit persönlichen Problemen, die Ratsuchende vorbrachten, oft die gesellschaftlichen Verhältnisse von Hierarchien, Gewalt und Zwang: «Weder ich noch du kann zur Gewalt greifen! Nur die freie Vereinbarung! ‚Ich will leben, du willst leben, nun, spannen wir zusammen!‘ Nur so kann die Welt genesen. So wird die Welt, die Menschheit weiterkommen, indem sie sich auf freiwilliger Basis assoziieren wird. […] Freiheit, Gleichheit und Brüderlichkeit! Die abgedroschenen Worte, aber die gelten. Es gibt nichts anderes.»
Von den späten 1960er bis in die 1980er Jahre war die Zürcher Schule die größte psychologische Bewegung der Schweiz mit zuletzt gut 3000 Teilnehmenden im In- und Ausland.

## Nach Friedrich Lieblings Tod
Nach Friedrich Lieblings Tod kam es innerhalb der Psychologischen Lehr- und Beratungsstelle zu einem einschneidenden personellen, strukturellen und kulturellen «Kurswechsel». Der Fünferausschuss des Stiftungsrats, der die Leitung der Stiftung hätte übernehmen sollen, trat nicht in Funktion. Stattdessen beanspruchten die in den USA lebenden Töchter Lieblings die Psychologische Lehr- und Beratungsstelle als ihr Erbe und setzten ein Dreierkollegium als Leitung ein, bestehend aus der Stiftungsrätin Annemarie Buchholz-Kaiser sowie zwei weiteren Stiftungsräten. Im Stiftungsrat opponierten nur drei Stiftungsräte gegen diese Vorgänge. Fragende oder zweifelnde Personen wurden durch interne Diffamierung sowie Mitarbeits- und Hausverbote an ihrer weiteren Mitwirkung gehindert. Die Stiftung wurde durch eine Neuinterpretation des Stiftungszwecks, wonach diese hauptsächlich für die Liegenschaften zuständig sei, marginalisiert. Im Februar 1983 gründeten die Erbinnen und die drei Leitungspersonen eine Aktiengesellschaft namens „Psychologische Lehr- und Beratungsstelle Friedrich Liebling AG“, welche die im ersten Teil des Stiftungszwecks aufgeführten Tätigkeiten für sich beanspruchte. Ein Stiftungsrat schrieb im März 1983 an die Eidgenössische Stiftungsaufsicht:
«Ich habe seit dem Jahre 1954 die Gelegenheit gehabt, Herrn Liebling als Schüler zu beobachten, wie er – entgegen der damaligen Meinung seiner Kollegen – mit Erfolg versuchte, bedeutend größeren Gruppen von Menschen jeglichen Standes und jeglicher Weltanschauung psychologische Hilfe zu geben. Dieser Durchbruch in der Psychologie gelang Herrn Liebling nur, weil er streng auf Offenheit achtete, jedermann sich frei äußern konnte, keiner beleidigt werden durfte und niemand weggewiesen wurde. Ich bin am 2. Februar 1983 aus dem Stiftungsrat ausgetreten, weil die Mehrheitsverhältnisse im Stiftungsrat verhindert haben, auf die dem Stifterwillen zuwiderlaufende Personalpolitik einzuwirken. Schwerwiegende Bedenken engster Mitarbeiter von Friedrich Liebling wurden im Stiftungsrat nicht einmal besprochen. Am meisten betroffen machten mich die Ausschlüsse, weil diese in krassem Widerspruch zu den Erkenntnissen und den Erfolgen der psychologischen Arbeit von Friedrich Liebling stehen.»
1986 spaltete sich Annemarie Buchholz-Kaiser, die Leitungsmitglied war, zusammen mit einem großen Teil der Teilnehmenden und Mitarbeitenden von den beiden übrigen Leitungspersonen ab. Diese Gruppierung gründete im selben Jahr den «Verein zur Förderung Psychologischer Menschenkenntnis VPM», der nun seinerseits die Tätigkeit des Stiftungszwecks „Aufbau und Betrieb der Psychologischen Lehr- und Beratungsstelle“ für sich beanspruchte. Er hatte sich bereits zu diesem Zeitpunkt weit von Friedrich Lieblings Intention entfernt. In der Folge näherte er sich rechtspolitischen und rechtskatholischen Kreisen an. Bei all diesen Entwicklungen zerbrachen zahlreiche Freundschaften, Familien und Partnerschaften. Die Stiftungsaufsicht hielt seit 1983 ihre schützende Hand über sämtliche Veränderungen. Sie sah die Ereignisse nach Friedrich Lieblings Tod als «Flurbereinigung». 1988 urteilte sie über seit 1983 bzw. 1987 hängige Beschwerden; darin sprach sie natürlichen Personen eine Beschwerdelegitimation ab, verweigerte der Aktiengesellschaft jegliche Rechte gegenüber der Stiftung und erhob den VPM zur alleinigen Begünstigten der Stiftung. Schließlich wurde 1990 auf Antrag des Stiftungsrats der Stiftungszweck geändert. 2002 löste sich der VPM auf. Die Stiftung verlegte ihren Sitz in den Kanton St. Gallen.

## Werke
- Friedrich Liebling - Aufsätze. Verlag Menschenkenntnis, Zürich 1992, ISBN 3-906989-24-0.
- Die Lehrer und ihre Sorgen. Verlag Psychologische Menschenkenntnis, Zürich 1983, ISBN 3-85999-006-3 (Neue Wege in der Psychologie. Band 3).
- Die Eltern und ihre Sorgen. Verlag Psychologische Menschenkenntnis, Zürich 1982, ISBN 3-85999-005-5 (Neue Wege in der Psychologie. Band 2).
- Lebensprobleme im Lichte der modernen Psychologie. Verlag Psychologische Menschenkenntnis, Zürich 1980, ISBN 3-85999-001-2 (Neue Wege in der Psychologie. Band 1).
- Neue Wege in der Persönlichkeitsbildung. Verlag Psychologische Menschenkenntnis, Zürich 1981, ISBN 3-85999-009-8 (Beiträge zum 20. Kongress der Zürcher Schule für Psychotherapie, 26. Juli - 8. August 1981. Band 3)
- Angst und Charakter. Verlag Psychologische Menschenkenntnis, Zürich 1981, ISBN 3-85999-004-7 (Beiträge zum 19. Kongress der Zürcher Schule für Psychotherapie, 23. Dez. 1980 - 4. Jan. 1981. Band 2).
- Psychologie und Weltanschauung. Verlag Psychologische Menschenkenntnis, Zürich 1980, ISBN 3-85999-002-0 (Beiträge zum 18. Kongress der Zürcher Schule für Psychotherapie, 12.- 25. Juli 1980. Band 2)
- Die Psychologie und die Zürcher Presse. Verlag Psychologische Menschenkenntnis, Zürich 1981. ISBN 3-85999-003-9 (Dokumentation zum Artikel über die Zürcher Schule für Psychotherapie im Tages-Anzeiger-Magazin).
- Friedrich Liebling, Josef Rattner: Menschenkenntnis. Die Anwendung der Tiefenpsychologie auf die Probleme des Alltagslebens. Verlag Harder, Untersiggenthal, 1966.
- Psychologische Menschenkenntnis. Beratung in Ehe-, Erziehung-, Berufs- und Lebensfragen. Zeitschrift. Hrsg. Psychologische Lehr- und Beratungsstelle, Zürich. Verlag Herder, Untersiggenthal bzw. Verlag Psychologische Menschenkenntnis, Zürich 1964–1988.